# Ločki Vrh, Benedikt
Ločki Vrh este o localitate din comuna Benedikt, Slovenia, cu o populație de 85 de locuitori.